# Enrique Gasca
Enrique Gasca – meksykański bokser, złoty medalista Igrzysk Ameryki Środkowej i Karaibów w Meksyku z roku 1954.

## Kariera
W 1954 roku Gasca zajął pierwsze miejsce w kategorii półśredniej na Igrzyskach Ameryki Środkowej i Karaibów, które rozgrywane były w Meksyku. W półfinale Gasca pokonał na punkty Panamczyka Irvinga Blue. W walce o złoty medal pokonał reprezentanta Wenezueli Salomóna Carrizálesa.
5 listopada 1955 roku stoczył swoją jedyną walkę w karierze z rodakiem Julio Césarem Jiménezem, która zakończyła się porażką Gascy przez nokaut w trzeciej rundzie.